# The American Philosophical Quarterly
The American Philosophical Quarterly (рус. Американский философский ежеквартальник) — американский рецензируемый научный журнал по философии. Основан в 1964 г. Николасом Решером и публикуется Издательством Иллинойсского университета в Урбане-Шампейне.

## Реферирование и индексирование
Журнал реферируется и индексируется Academic Search, Arts and Humanities Citation Index, ATLA Religion Database, Current Contents/Arts and Humanities, International Bibliography of Periodical Literature, Philosopher's Index и Scopus.

### Наиболее значимые статьи
- «Causes and Conditions» (1965) — John Leslie Mackie[англ.]
- «Indicators and Quasi-indicators» (1967) — Hector-Neri Castañeda[англ.]
- «Truth in fiction» (1978) — David Lewis
- «Supervenience and Nomological Incommensurables» (1978) — Jaegwon Kim[англ.]
- «The Corporation as a Moral Person» (1979) — Peter A. French
- «On Reasoning about Values» (1980) — Wilfred Sellars
- «From Exasperating Virtues to Civic Virtues» (1996) — Amélie Oksenberg Rorty[англ.]
- «The Enforcement of Morality» (2000) — John Kekes[англ.]